# Molly Ringwald
Molly Ringwald (Roseville, Californië, 18 februari 1968) is een Amerikaans actrice.
Ringwald werd bekend bij het grotere publiek dankzij haar rol in de film Sixteen Candles uit 1984. Na het succes van deze film speelde zij meer rollen in tienerfilms, zoals die van Claire Standish in The Breakfast Club uit 1985.